# 文化路 (板橋區)
文化路是新北市板橋區的主要幹道之一，屬雙向道路，東北-西南走向，以民生路（台64線）為分界，分為二段。民權路以東為台3線的一部分，為板橋、土城往來台北市間的主要道路。此外，台北捷運板橋線、環狀線西環段即沿此路通過。
由於文化路是新北市溪南地區往來台北市間的必經道路，再加上其路線大多位於板橋鬧區，途經板橋精華地帶（如板橋府中商圈、板橋車站、新板特區及新埔商圈、江子翠等），故車流量十分龐大。

## 分段
- 一段：西於府中路與南門街相接，東於民生路與文化路二段相接。
- 二段：西於民生路與文化路一段相接，東於長江路與華江橋相接。

## 沿線設施
- 一段
  - 板橋國小（23號）
  - 新北市立圖書館板橋分館（23號）
  - 板橋高中（25號）
  - 新北市政府警察局板橋分局（52號）
  - 萬坪都會公園
  - 中英醫院（196號）
  - 健華新城
  - 田明文化金融大樓（268號）
  - 板英醫院（269號）
  - 致理科技大學（313號）
  - 捷運新埔站（4號出口）
  - 新巨蛋大樓（360號）

- 二段
  - 大佛寺（75號）
  - 新北市議會（166號）
  - 龍山寺文化廣場（242號）
  - 內政部警政署警察通訊所臺北分所（225巷17號）
  - 昇陽立都辦公大樓（293號）
  - 捷運江子翠站（296號B1）
  - 江翠國小（413號）
  - 石尚礦物化石博物館（442號）
  - 久泰建設總部大樓（453號）
  - 勞動部勞工保險局新北市辦事處（481號）